# Kärntner Tourismusschule

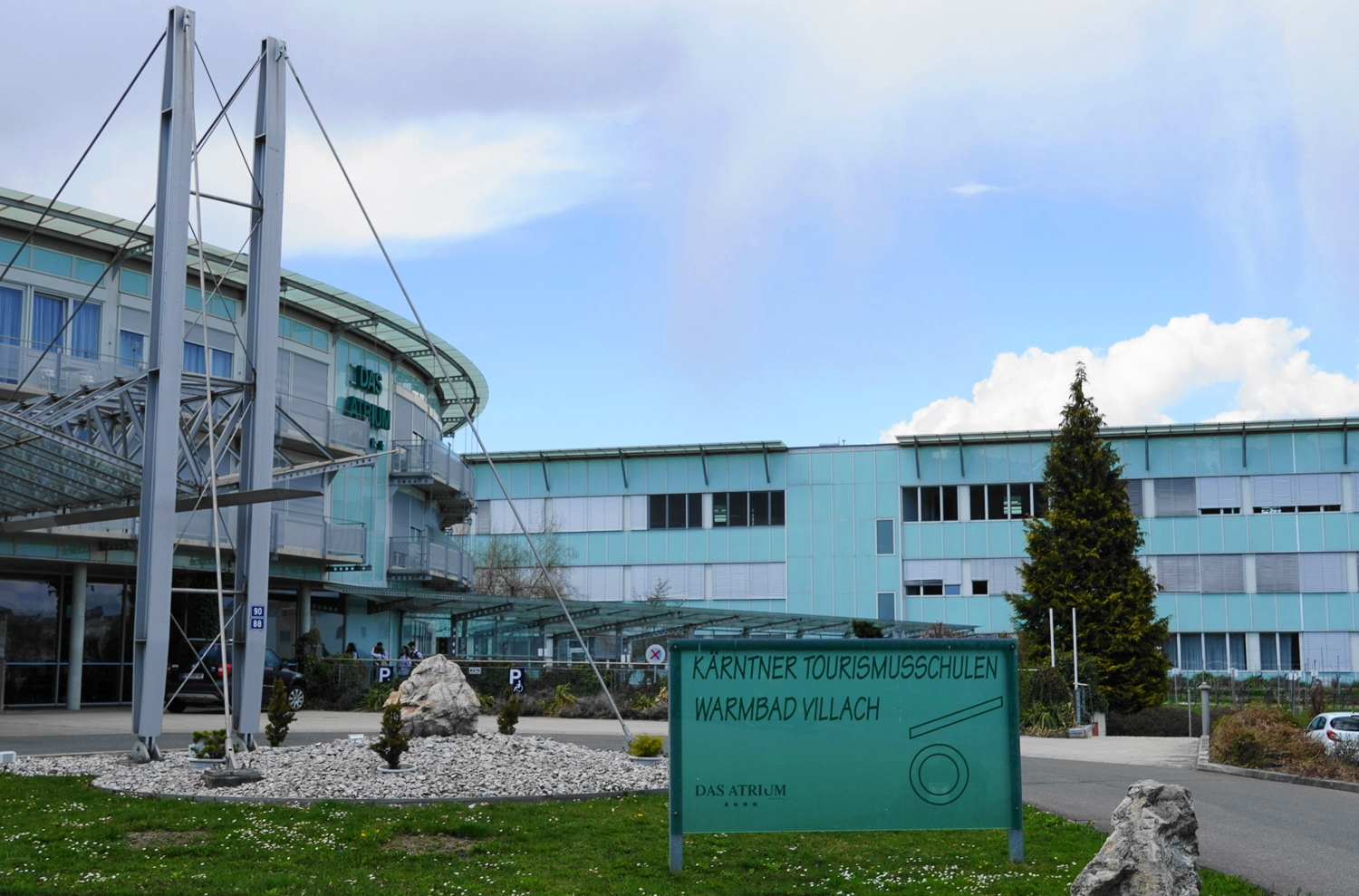
KTS Tourismusschule Warmbad-Villach

Die Kärntner Tourismusschule (kurz: KTS) ist eine Privatschule mit Öffentlichkeitsrecht in der Stadtgemeinde Villach, die seit 1970 Ausbildungen im Bereich Tourismus anbietet.
Die Absolventen der Privatschule des Landes Kärnten mit Internat sind Mitarbeiter bei Hotelketten, auf Kreuzfahrtschiffen oder bei Reiseveranstaltern. Die Tourismusmanagement-, Sprach- und Praxisausbildung wird ergänzt durch Zusatzangebote wie Jungsommelier, Bierjungsommelier, Patisserie, Junior Barista und Jung-Barkeeper.

## Ausbildungsrichtungen
Höhere Lehranstalt für Tourismus (HLT). Die HLT ist eine fünfjährige berufsbildende höhere Lehranstalt, welcher mit einer Reife- und Diplomprüfung abschließt. Die Absolventen führen die Berufsbezeichnung „Touristikkauffrau“ bzw. „Touristikkaufmann“. Die Höhere Lehranstalt dient dem Erwerb höherer Bildung unter besonderer Berücksichtigung der Tourismus- und Freizeitwirtschaft. Der Lehrplan umfasst die Ausbildung in allgemein bildenden, fachpraktischen, tourismuswirtschaftlichen und kaufmännischen Unterrichtsgegenständen sowie Pflichtpraktika als Vorbereitung für den Eintritt in das Berufsleben. Vor Eintritt in den 5. Jahrgang ist eine Pflichtpraktikumszeit von 32 Wochen nachzuweisen.
Neben den Spezialisierungen Internationales Tourismusmanagement und Hotelmanagement mit IT gibt es ab 2017/18 eine neue Spezialisierung „Tourismus und Pferdewirtschaft“ in Kooperation mit der LFS Stiegerhof (Schülerinnen und Schüler melden sich an der Kärntner Tourismusschule an, absolvieren 5 Jahrgänge mit den klassischen Schwerpunkten einer Tourismusschule, dazu zählen das Erlernen von Fremdsprachen, kaufmännische und allgemeinbildende Fächer sowie die Praxisausbildung in Küche und Service. Die Spezialisierung im Bereich Pferdewirtschaft erfolgt geblockt in der Partnerschule LFS Stiegerhof mit Fächern wie Reiten und Fahren, Pferdehaltung und Zucht, landwirtschaftliche Tätigkeiten wie Futterproduktion und wirtschaftliche Erfolgskontrolle).
Kolleg für Tourismus (TK). Das zweijährige/viersemestrige Kolleg für Tourismus möchte Maturanten innerhalb von kurzer Zeit fit für den Berufseinstieg machen. Es wird mit einer Diplomprüfung abgeschlossen.
Die Absolventen tragen den Berufstitel „Touristikkauffrau“ bzw. „Touristikkaufmann“.
Aufnahmevoraussetzung für das Kolleg für Tourismus ist der erfolgreiche Abschluss einer allgemein bildenden höheren Schule (Reifeprüfung) bzw. einer berufsbildenden höheren Schule (Reife- und Diplomprüfung). Ausländische Bewerber müssen gute Deutsch- und Englischkenntnisse nachweisen können. Die Ausbildung soll die Absolventen dazu befähigen, Managementqualifikationen zu entwickeln und nach einschlägiger Berufspraxis gehobene Tätigkeiten in der Tourismuswirtschaft auszuüben und Führungspositionen einzunehmen.

## Lehrhotel Atrium
Es dient den Schülern der KTS als Internat und Lehrhotel. Das Lehrhotel verfügt neben den üblichen gastronomischen Einrichtungen eines Hotels gehobener Kategorie über Aufenthaltsräume, Teeküchen, Werkräume, ein Musikzimmer sowie über ein Fitnesscenter (bestehend aus Fitnessraum, Sauna, Dampfbad und Solarium). Die Verpflegung der Internatsschüler – aber auch jener externen Schüler, die an der Mittagsverpflegung teilnehmen – erfolgt durch die Betriebsküche der KTS. Die Schüler werden im Rahmen des Unterrichtsgegenstandes „Betriebspraktikum“ sowohl in der Betriebsküche als auch im Service eingeteilt.

## Leitung
- bis 2006 Helmut Presch
- 2006 bis 2023 Gerfried Pirker[3]
- ab 2023 Birgit Pipp[4]